# SMIM21
SMIM21 (англ. Small integral membrane protein 21) – білок, який кодується однойменним геном, розташованим у людей на довгому плечі 18-ї хромосоми. Довжина поліпептидного ланцюга білка становить 101 амінокислот, а молекулярна маса — 11 722.
| 10         |  | 20         |  | 30         |  | 40         |  | 50         |
| ---------- |  | ---------- |  | ---------- |  | ---------- |  | ---------- |
| MDQYVSTAPP |  | RFPIAQLGTF |  | KQDSAGMGRI |  | FKGNLLQKKA |  | LTTFENEHHI |
| RFFTLLVLFH |  | VMVLLRNHSR |  | IQGVSEDWKR |  | ANSIFRNFLR |  | LKSSRNTAEA |
| E          |  |            |  |            |  |            |  |            |

A: Аланін

D: Аспарагінова кислота

E: Глутамінова кислота

F: Фенілаланін

G: Гліцин

H: Гістидин

I: Ізолейцин

K: Лізин

L: Лейцин

M: Метіонін

N: Аспарагін

P: Пролін

Q: Глутамін

R: Аргінін

S: Серин

T: Треонін

V: Валін

W: Триптофан

Локалізований у мембрані.